# سرجو پینینفارینا

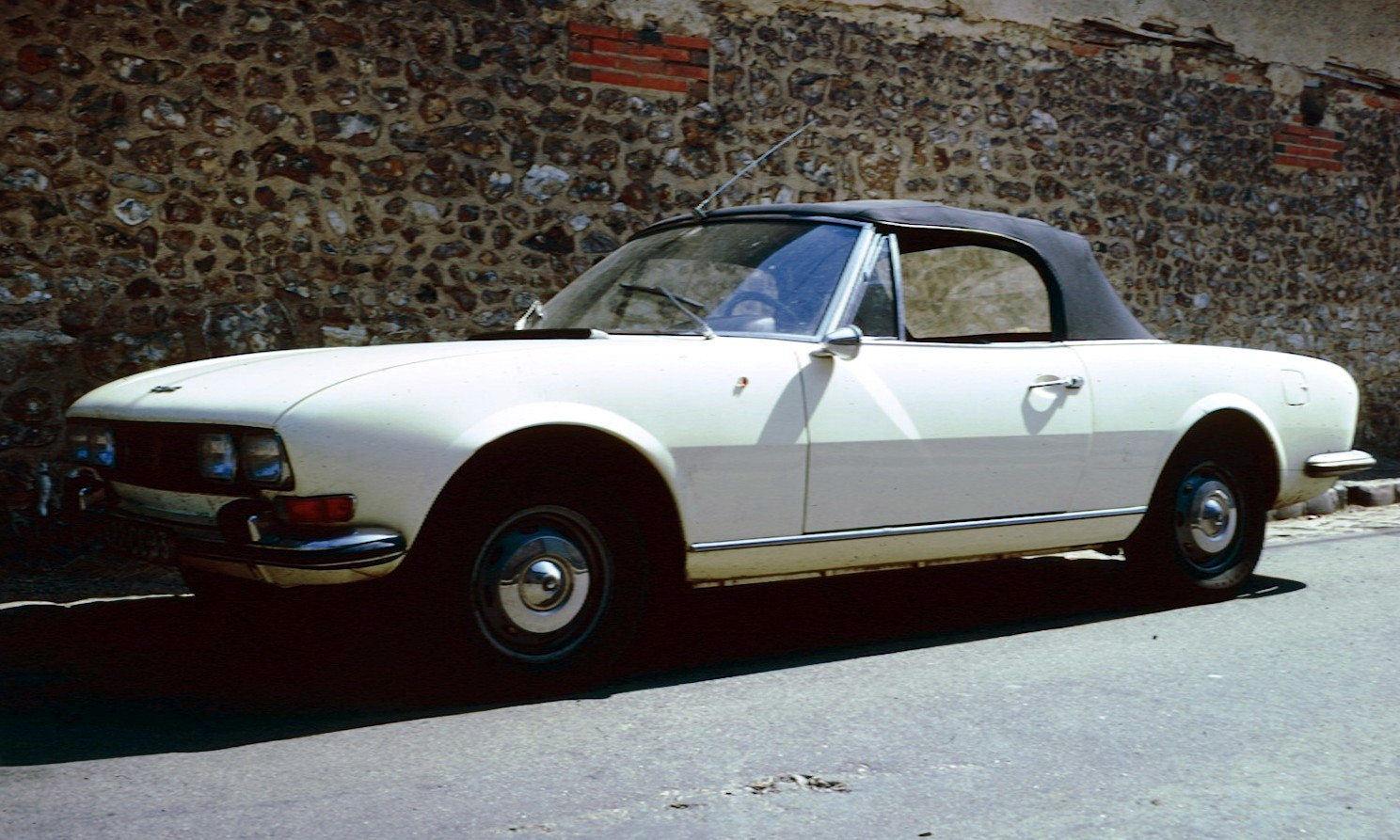

سرجو پنینفارینا (به ایتالیایی: Sergio Pininfarina) از دانشگاه پلی تکنیک تورین ایتالیا و در رشته مهندسی مکانیک فارغ‌التحصیل شد.
وی از دههٔ ۳۰ میلادی، زمانی که پدرش طراحی خودرو را بنیان نهاد وارد دنیای اتومبیل شد.
نام فراری با نام خانوادهٔ پنینفارینا عجین شده‌است چرا که به مدت نیم قرن عهده‌دار طراحی تقریباً تمام مدلهای فراری بوده‌است.
علاوه بر فراری، طراحی خودروهای نام آشنای دیگری چون، رولز رویس، شورولت، کادیلاک، پژو و فیات در کارنامه این خانوادهٔ طراح ایتالیایی و سرجیو پنینفارینا جای دارد.
سرجو پنینفارینا در سن ۸۵ سالگی در تارخ دوم ژوئیه ۲۰۱۲ در تورین ایتالیا درگذشت.